# Processo verbale
Il processo verbale, per brevità anche verbale, è un atto giuridico consistente nella narrazione per iscritto, di un fatto in maniera sintetica ma fedele, fatta dalla persona incaricata, di dichiarazioni, operazioni o altri fatti avvenuti in sua presenza, allo scopo di ricordarli e costituirne una prova.
Tipici esempi sono il verbale della seduta di un collegio, redatto dal suo segretario, e il verbale dell'udienza tenuta da un giudice, monocratico o collegiale, redatto, nell'ordinamento italiano, dal cancelliere.
Sovente il processo verbale è redatto da un funzionario pubblico e la verbalizzazione è atto amministrativo o processuale, ma non mancano eccezioni (si pensi alla verbalizzazione della seduta del consiglio di amministrazione di una società per azioni, che è atto di diritto privato). In certi casi il processo verbale, redatto da un funzionario pubblico o da un privato che esercita una funzione pubblica, è destinato a dare certezza legale dei fatti documentati e, allora, ne fa prova legale; altre volte, invece, il suo valore probatorio è rimesso alla valutazione del giudice (nell'ordinamento italiano, ad esempio, sono atti pubblici e danno certezza legale i processi verbali redatti dal cancelliere e dall'ufficiale giudiziario).
La verbalizzazione è una dichiarazione di scienza, in quanto chi redige il processo verbale manifesta attraverso di esso la conoscenza di atti o fatti giuridici. Si tratta di mero atto giuridico, che produce gli effetti giuridici stabiliti dall'ordinamento, a prescindere dalla volontà di chi lo redige. L'atto giuridico di verbalizzazione va tenuto distinto dagli atti documentati nel verbale, i quali possono anche essere negoziali; peraltro, quando l'atto verbalizzato può essere provato solo con il verbale, la distinzione, pur non venendo meno sul piano concettuale, tende a sfumare, perché ciò non è nel verbale non è nell'atto.
A volte è prescritto che il processo verbale sia formato in contraddittorio con altri soggetti; costoro, allora, hanno diritto di far inserire nel verbale le loro dichiarazioni (cosiddette dichiarazioni a verbale), che possono anche essere in contrasto con quelle del verbalizzante, sicché il verbale stesso svolge anche una funzione di garanzia reciproca.